# Erannis reductaria
Erannis reductaria là một loài bướm đêm trong họ Geometridae.